# 凤鸣村站
凤鸣村站是位于云南省宜良县汤池街道凤鸣社区的一个铁路车站，有昆河铁路经过该站，距离昆明北站50公里，邮政编码652104。车站建于1910年，2015年关闭。关闭前隶属昆明铁路局，是四等站，不办理正式客运，办理货运业务，曾设有通往五一、凤鸣两个煤矿的专用线:267。

## 图集

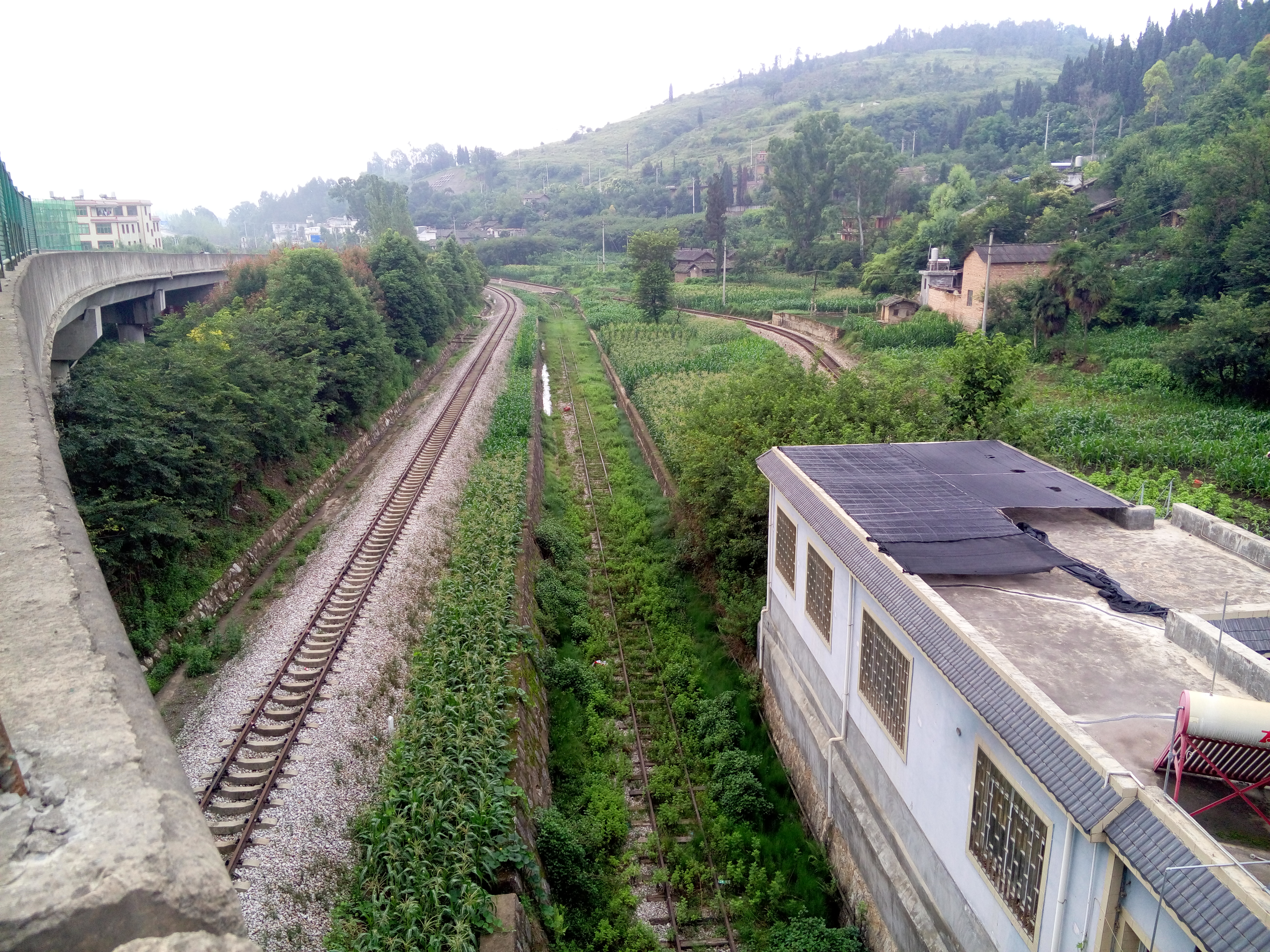
2017年，车站附近线路
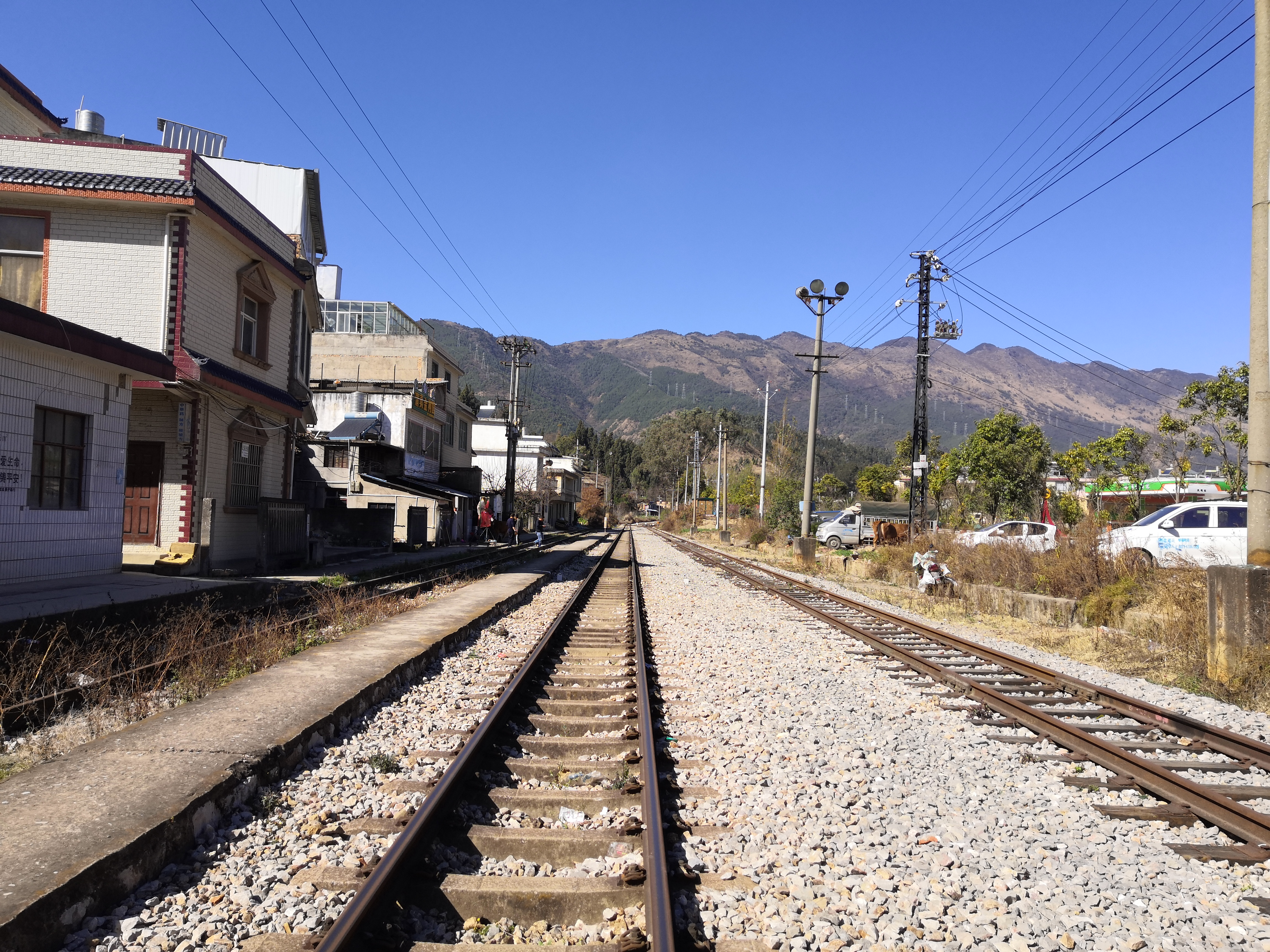
2020年，已撤销的凤鸣村站站场（北望）
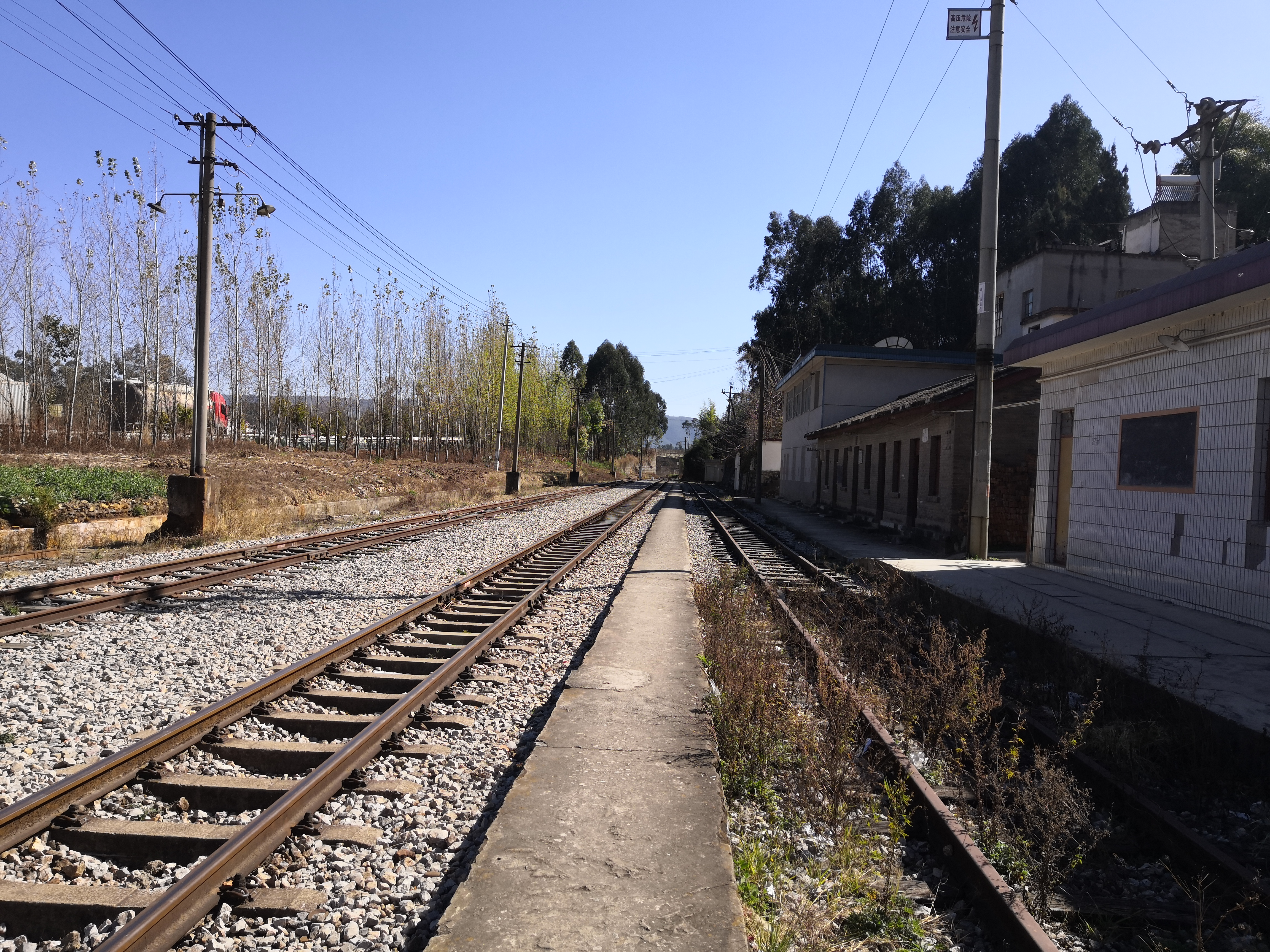
2020年，已撤销的凤鸣村站站场（南望）
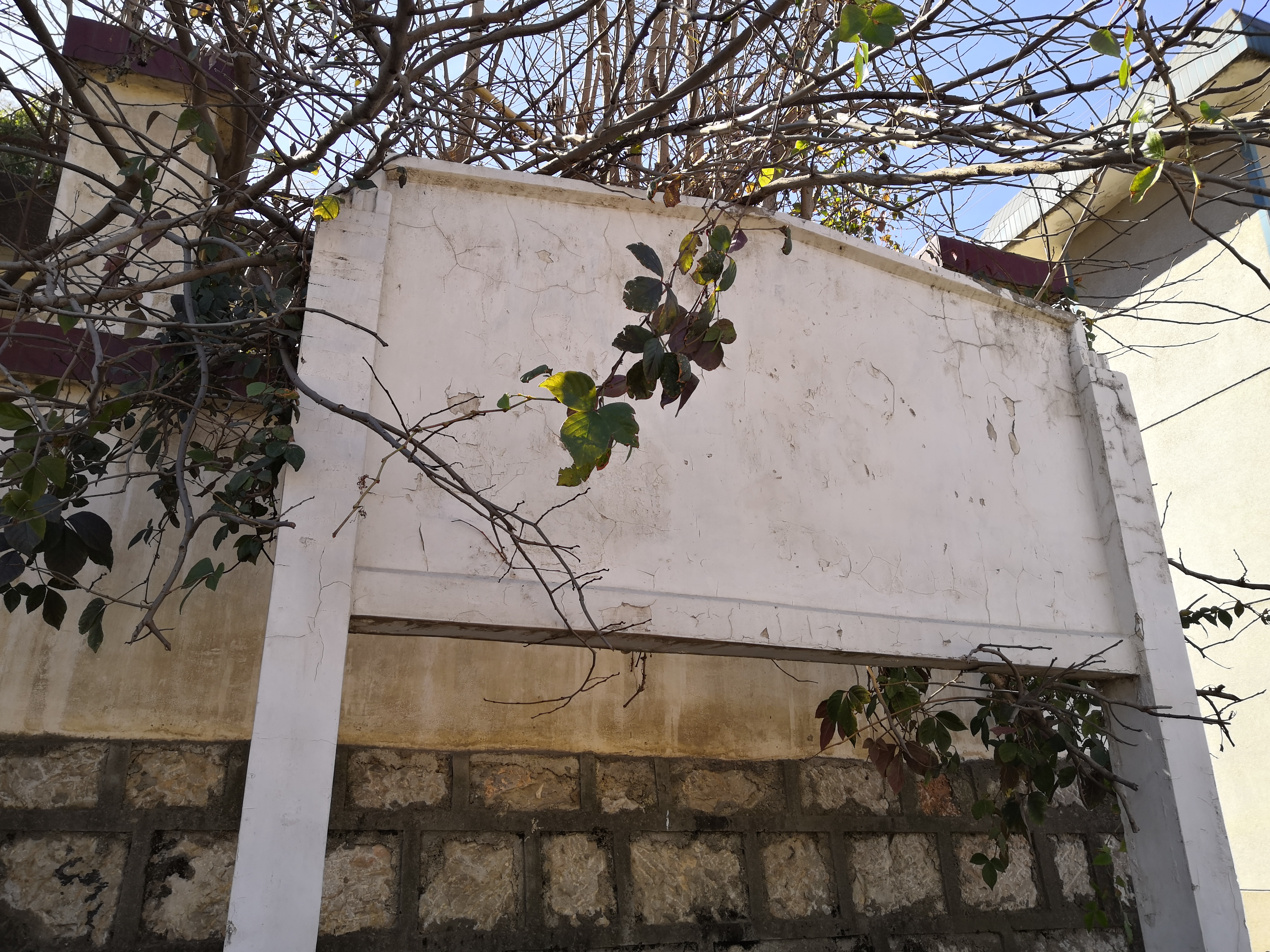
2020年，已撤销的凤鸣村站站牌（已刷白）